# Durdy Bayramov
Durdy Bayramov (in russo Дурды Байрамов?; Baýramaly, 14 aprile 1938 – 14 febbraio 2014) è stato un pittore turkmeno, accademico e artista cui è stata conferita la più alta onorificenza del suo paese, quella di Artista del Popolo della Repubblica Socialista Sovietica Turkmena.
Nella lingua turkmena il suo nome è Durdy Bayram (senza il suffisso "ov" aggiunto per via della russificazione dei nomi durante l’era sovietica). Il nome "Bayram" significa “celebrazione”.

## Biografia

### Infanzia e studi
Bayramov nacque a Baýramaly, nella Repubblica Socialista Sovietica Turkmena. Perse entrambi i genitori da piccolo ed entrò in un orfanotrofio a Serdar (nota poi come Kyzyl-Arvat). Crescendo, sopportò la fame e le avversità che accompagnarono la seconda guerra mondiale e la devastazione nel dopoguerra. In seguito beneficiò dell'eccezionale guida di un'insegnante che ne riconobbe il talento e che ne supportò la carriera iniziale. Il suo primo insegnante d'arte fu Gennady Brusencov, un'artista russo che insegnava all'Istituto d'arte Shota Rustaveli di Aşgabat e che fu mentore e amico di Bayramov per tutta la vita.
Il ritratto di Brusencov di un giovane Bayramov intitolato Un giovane calciatore, è nella collezione della Galleria Tret'jakov a Mosca. Bayramov fu autore di tre ritratti significativi del suo insegnante, il più famoso dei quali fu Ritratto del mio primo insegnante, realizzato nel 1997-98.
Un'altra grande personalità influente nella vita e della carriere artistica di Durdy Bayramov fu Dmitrij Močalskij, suo professore all'Istituto d'arte Surikov di Mosca, che Bayramov frequentò dal 1959 al 1965. Ha passato questo approccio a molti suoi studenti, incluso Durdy Bayramov.

### Carriera

#### Anni sessanta
Dopo aver completato il suo ciclo di studi nel 1965, Bayramov entrò a far parte dell'Unione degli artisti dell'Unione Sovietica. Quello del paesaggio fu il primo genere ad affascinarlo. Molti dei suo primi paesaggi (alcuni datati durante l'epoca in cui era studente) vennero accolti positivamente dalla critica. Il suo famoso dipinto Terra pacifica (1969) è considerato un classico esempio di pittura di paesaggio turkmeno.
Nel 1966 Bayramov sposò la sua amata musa, Dunjagozel "Gozel" Il'jasova, che sarebbe diventata il soggetto da lui più raffigurato, restando un'ispirazione per tutti i suoi lavori durante l’intera vita. Bayramov le dedicò tutta una serie di opere su carta intitolata Gozel, che include 53 ritratti di Gozel e altri quattro disegni di fiori dedicati a lei.
Tra il 1965 e il 1968 Bayramov insegnò all'Istituto d'arte Shota Rustaveli.

#### Anni settanta
Il primo grande riconoscimento artistico di Bayramov arrivò quando vinse il premio Lenin Komsomol della RSS Turkmena nel 1970 e il premio dell'USSR nel 1972. Nel 1971, ha dipinto quello che è considerato il primo auto ritratto Turkmeno, un lavoro mantenuto nelle collezioni dell’Unione degli Artisti dell’USSR a Mosca.
In questo periodo aprì la strada al tema della seconda guerra mondiale nella pittura turkmena. Il suo dipinto Assistenza in prima linea catturò il profondo patriottismo di donne turkmene disposte a sacrificare i loro possedimenti più cari per aiutare i soldati. Un altro tema sviluppato da Bayramov durante questo periodo fu il processo di costruzione dei tappeti turkmeni. Questo tema è visto nell'opera Fabbricatori di tappeti turkmeni (1971), che ritrae donne al lavoro in una fabbrica di tappeti. Questo capolavoro fu dapprima esibito a Mosca nel Museo di arte orientale nel 1971 e fu acquistato in seguito dalla galleria Tret'jakov nel 1979.
Dal 1971 fino al 1973 ritornò ad insegnare al Shota Rustaveli. Nel 1970 iniziò quella che diventò la sua seria più celebrativa, Personalità culturali. Questa serie contiene ritratti di individui individuati da Bayramov come personalità importanti che hanno contribuito alla cultura turkmena durante la fine del XX secolo e l’inizio del XXI. Il lavoro di questa serie si estende per più di quarant'anni e si conclude con più di 150 ritratti individuali.

#### Anni ottanta
Nel 1980 Bayramov fu nominato Operatore benemerito delle arti della RSS Turkmena e nel 1984 ricevette il secondo premio e il Diploma di Laurea per la gara commemorativa del 60º anniversario del Partito Comunista della RSS Turkmena. Rimase molto produttivo per tutti gli anni ottanta nonostante difficoltà personali con la perestrojka (circa 1985–1991), che causarono scarsità di generi di prima necessità e di cibo per gran parte della popolazione. Bayramov continuò ad espandere il suo repertorio artistico attraverso una maggiore attenzione nella natura morta e nei ritratti, specialmente dipinti di fiori.
Nel 1985 cominciò a lavorare ad una delle sue composizioni più celebrate, il suo monumentale tributo al grande artista spagnolo del passato intitolato Foschia dorata. Questo lavoro non venne completato fino al 2001.
Durante gli anni ottanta la popolarità di Bayramov e la sua celebrità aumentarono come risultato di numerose mostre personali, incluse quelle tenutesi a Mosca (1980, 1984), Berlino (1981), Ul'janovsk (1984), Aşhgabat (due mostre, entrambe nel 1986) e Budapest (1986).

#### Anni novanta
A seguito di continue recensioni e successo popolare nel suo paese e all'estero, nel 1991 Bayramov ricevette la più alta onorificenza del suo paese d'origine, quella di Artista del Popolo del Turkmenistan.
Nel 1998 venne nominato membro dall'Accademia nazionale d'arte del Kirghizistan, insieme ad altri artisti come Suhrob Kurbanov, Tahir Salahov, Turgunbai Sadykov ed Erbolat Tolepbai. Contribuì anche alla Mostra internazionale degli accademici del Kirghizistan all'Accademia delle arti di Bishkek.

#### Anni duemila
Durante gli anni 2000 continuò a viaggiare e a lavorare estensivamente sia all'interno del Turkmenistan che in giro per il mondo. Questi viaggi includono quelli in Ucraina, dove tenne una mostra personale al Museo nazionale d'arte di Kiev, in Russia (2003), Thailandia (2004), Turchia (2002 e 2004), Maldive (2004), gli Emirati Arabi Uniti (diversi viaggi tra il 2003 e il 2007), Paesi Bassi (2008), Italia (2009), Belgio (2010), e Francia (2010). Nel 2008 celebrò il suo 70º compleanno e i suoi 50 anni di carriera con due mostre retrospettive ad Aşhgabat.
Per i suoi meriti artistici ricevette la medaglia "Per l'amore della madrepatria" conferitagli dal Presidente del Turkmenistan.

#### Anni duemiladieci
Bayramov produsse oltre novanta dipinti a olio tra il 2010 e il 2014.
Nel 2012 passò sei mesi in Canada, dove dipinse una serie di paesaggi molto conosciuta intitolata Autunno canadese. Nel 2014 tenne una mostra a Toronto, la prima in Nord America.
Nel 2015 tenne una mostra personale al World Bank Art Program a Washington con il supporto del consolato del Turkmenistan negli Stati Uniti. L'apertura della mostra coincise con la celebrazione del 24º anniversario d'indipendenza e il 20º anniversario della neutralità del Turkmenistan.
Nel febbraio 2014 gli fu diagnosticato un tumore al fegato. Morì il 14 febbraio 2014, lasciando sua moglie Gozel Bayramova, quattro figlie e sette nipoti. Nel 2015 venne costituita a Toronto la Fondazione d'arte Durdy Bayramov, che aprì anche il museo a lui dedicato

## Stile artistico
Durdy Bayramov produsse più di 5.000 opere, incluso pitture a olio e lavori su carta. Era anche appassionato di fotografia, che sempre considerò importante pur tuttavia non esibendone alcuna. Per questa ragione il suo lavoro fotografico non fu mai oggetto di mostre fino a dopo la sua morte.
Bayramov lavorò estensivamente in quattro generi: ritratti, natura morta, pittura paesaggistica, e pittura di genere, anche se è più conosciuto per i suoi ritratti. Tra i suoi contemporanei era considerato come "un maestro insuperabile nel genere dei ritratti". Bayramov entrava nel profondo dei suoi soggetti e delle loro vite per rappresentare su tela le loro diversità enfatizzando le loro migliori qualità. Diceva che aveva questo approccio "guardando sempre quella scintilla particolare e unica che esiste in ogni persona". Ricercava l'armonizzazione delle scoperte dell'impressionismo, l'attenzione nei dettagli del realismo classico, e la tradizione artistica del Turkmenistan. Bayramov trovava ispirazione nelle persone comuni di tutti i giorni, a prescindere dal loro contesto sociale, economico o etnico. I suoi soggetti includono una larga varietà di individui, dalle persone dei villaggi agli scienziati, sconosciuti, dai bambini agli anziani. Bayramov era empatico e instaurava legami con i suoi soggetti, e questo lo aiutò a sviluppare il suo genere di pittura.
Apprezzate sono anche le sue nature morte e i paesaggi. I fiori hanno un posto speciale nei lavori sulla natura morta di Bayramov. Dipingeva con colori molto accesi i papaveri rossi che diffusi tra le colline del Turkmenistan. La rappresentazione dei frutti nella natura morta di Bayramov simboleggia in particolare l’abbondanza della natura e l’amore per la sua terra natia. Spesso ritraeva mele, meloni, melograni, ecc. arrangiati su tappeti turchi con tessuti göl, motivi e colori vibranti e ornamenti turkmeni chiamati keche.

## I musei che ospitano le sue opere
Durdy Bayramov è riconosciuto largamente come uno dei pittori più importanti dell’Asia centrale. La sua arte può essere trovata in molte collezioni private, come in musei, gallerie e istituzioni culturali nel mondo. Queste includono:
- Fondazione d’arte Durdy Bayramov, Toronto, Canada
- Galleria di Dresda, Germania
- Museo di belle arti, Ashgabat, Turkmenistan
- Museo di belle arti, Mary, Turkmenistan
- Museo di belle arti, Türkmenabat, Turkmenistan
- Museo di belle arti, Balkanabat, Turkmenistan
- La Galleria Tret'jakov,[20] Mosca, Russia
- Il Museo statale di arte orientale, Mosca, Russia
- Museo di belle arti della Repubblica di Carelia, Petrozavodsk, Russia
- Museo di belle arti, Komsomol'sk-na-Amure, Russia
- Galleria Statale d’arte Primorye, Vladivostok, Russia
- Museo di belle arti regionale di Tjumen', Russia
- Il museo dell’accademia nazionale d’arte T. Sadykov, Biškek, Kirghizistan
- Museo delle arti dell'Uzbekistan, Tashkent
- Il Museo nazionale d'arte di Kiev, Kiev, Ucraina
- Il Museo regionale di belle arti, Luhans'k, Ucraina
- Museo di belle arti, Kmitov, Ucraina